# Al-Mursalat
Al-Mursalat (Le Emissarie) è la settantasettesima Sura del Corano, una sura meccana composta da 50 versetti. Questa sura è caratterizzata da un linguaggio vivido e potente che descrive il Giorno del Giudizio e gli eventi che lo precederanno.

## Contenuto

### L'Introduzione
Versetti 1-3: L'apertura della sura presenta un'imponente immagine degli angeli che sono stati inviati come emissari.

### Il Giorno del Giudizio
Versetti 4-5: Viene descritto il Giorno del Giudizio come un giorno terribile e spaventoso, quando la terra tremerà violentemente.

### La Creazione e il Destino degli Umani
Versetti 6-7: Si parla della creazione dell'uomo dallo sperma e del suo destino eterno.

### L'Avvertimento ai Miscredenti
Versetti 8-15: Gli increduli sono ammoniti riguardo alla punizione che li attende nel Giorno del Giudizio e la loro negligenza nei confronti dei segni di Allah.

### La Ricompensa per i Giusti
Versetti 16-18: Viene descritta la ricompensa per i giusti nel Giorno del Giudizio, quando saranno al sicuro dai terrori e saranno felici nei giardini del Paradiso.

### L'Esempio dei Popoli Precedenti
Versetti 19-24: Viene citato l'esempio dei popoli precedenti che hanno respinto i loro profeti e sono stati distrutti per la loro incredulità.

### Il Potere di Allah
Versetti 25-50: La sura si conclude sottolineando il potere di Allah nella creazione e nel controllo di tutto ciò che esiste.

## Analisi
La Sura Al-Mursalat è importante perché offre una descrizione dettagliata del Giorno del Giudizio e degli eventi che lo precederanno. Essa ammonisce gli increduli riguardo alla punizione che li attende per la loro negligenza nei confronti dei segni di Allah e conforta i giusti con la promessa di ricompensa nel Paradiso. Inoltre, essa sottolinea il potere di Allah nella creazione e nel controllo di tutto ciò che esiste, invitando gli ascoltatori a riflettere sulla grandezza e sulla misericordia di Dio. La sura è quindi significativa per la sua testimonianza della giustizia divina e della responsabilità umana di fronte alla vita dopo la morte.